# Phallodrilus aquaedulcis
Phallodrilus aquaedulcis är en ringmaskart som beskrevs av Hrabe. Phallodrilus aquaedulcis ingår i släktet Phallodrilus och familjen glattmaskar. Inga underarter finns listade i Catalogue of Life.